# Каллен, Криста
Криста «Чей» Керайо Каллен (англ. Crista "Chay" Kerio Cullen,; род. 20 августа 1985, Бостон) — английская хоккеистка на траве, защитница клуба «Лестер». В составе сборной Великобритании — чемпион летних Олимпийских игр 2016 года, бронзовый призёр летних Олимпийских игр 2012 года, а также серебряный призёр Трофея чемпионов-2012. На международных турнирах представляет Англию, в её составе — бронзовый призёр чемпионатов Европы 2005, 2007 и 2011 годов, а также Игр Содружества-2006.

## Спортивная карьера
Начала заниматься хоккеем на траве в возрасте 9 лет, жила и тренировалась в Кении до 12 лет. Выступает под номером 5 за клуб «Лестер» в чемпионате Англии. В сборной Англии с 2003 года. В составе сборной Великобритании — бронзовый призёр Олимпийских игр 2012 года, чемпионка Олимпийских игр 2016 года и серебряный призёр Трофея чемпионов в Росарио 2012 года. В составе сборной Англии — бронзовый призёр Игр Содружества 2006, трижды бронзовый призёр чемпионатов Европы, член сборной звёзд чемпионата мира 2006. Лучшая хоккеистка на траве Великобритании 2006 года.
Сборную Криста покинула в 2012 году, сыграв 171 матч, но вернулась перед Олимпиадой в Рио-де-Жанейро. Всего на её счету 195 матчей (92 за Англию и 103 за Великобританию).

## Личная жизнь

### Образование
Криста окончила отдельную Окхемскую школу в Рутленде, окончила Ноттингемскую бизнес-школу в 2006 году, работает консультантом по продвижению бизнеса в клубе собаководства Kennel Club.

### Семья
Отец — бывший гольфист, мать — игрок в сквош. Родители проживают в Кении, владеют гостиницей Hemingways в Уатаму. Брат — Грей Каллен, регбист, выступающий с 2009 года за сборную Кении.